# I martiri
I martiri (Les Martyrs) è un'opera apologetica di François-René de Chateaubriand pubblicata nel 1809. Essa mescola finzione e riflessione filosofica.
L'opera assomiglia più a una epopea che ad un romanzo in cui Chateaubriand, attraverso l'evocazione dei martiri cristiani, glorifica il fantastico d'ispirazione cristiana.

## Trama
Eudore era un ufficiale romano convertito al cristianesimo. Egli fece liberare Velleda, una druidessa che era stata consegnata a Rutilio Gallico e condotta a Roma, per aver sostenuto nel 69-70 d.C. la rivolta dei Batavi (popolo germanico che abitava nell'attuale Olanda meridionale) contro l'imperatore romano Tito Flavio Vespasiano. La rivolta era condotta da Giulio Civile, ma Velleda continuò la lotta dopo la sottomissione di quest'ultimo.
Prigioniera in seguito liberata, Velléda s'innamorò perdutamente di Eudore, ma il cristiano rifiutò di incontrare la sacerdotessa germanica. Innamorata di quest'ultimo, che rifiutò il suo invito, "ella rimase a lungo appoggiata contro un albero a guardare la fortezza" (Chateaubriand, Les Martyrs). Per la rabbia, Velléda finì per tagliarsi la gola.
La fine di Eudore non sarà molto più felice. Egli morirà, con Cymodocée, la sua amata, nell'arena, tra le zanne di una tigre "nota per la sua ferocia".
Con questa figura, Chateaubriand mette in scena, ancora una volta, la tentazione che avvicina due amanti di culture differenti e, per la prima volta, la trasgressione del proibito.

## Aneddoti
Una statua di Velléda si trovava nell'antico vivaio nel Lussemburgo, tebaide di molte generazioni romantiche sconsacrate e saccheggiate alla fine del 1866. Molti scrittori, poeti e prosatori hanno parlato di questo luogo di campagna, pieno di vigne e di rose, sotto la protezione di Velléda. Era il luogo preferito per gli incontri amorosi, al centro di un emiciclo di graticolato rustico.
"Velléda contemplant la demeure d'Eudore" (Velléda che contempla la dimora di Eudore) (1844), scultura francese in pietra di Etienne Hippolyte Maindron (Senato e Giardino del Lussemburgo, zona est). La statua di Maindron conoscerà grande successo alla sua epoca. Copia fatta dall'autore stesso, posta al Museo del Lussemburgo nel 1871, poi al giardino dei Tuileries nel 1889. Entrata al Louvre verso il 1920.
"Velléda" (1868 - 1870, Museo del Louvre), dipinto di Jean-Baptiste Camille Corot (Parigi, 1796 - Parigi, 1875. Emma Dobigny, una delle modelle favorite dal pittore, posò per questa figura malinconica distaccandosi da uno sfondo con un paesaggio nebbioso, caratteristico degli ultimi anni di Corot. Più tardi verrà battezzata come "Velléda".

## Edizioni
- I Martiri o il Trionfo della Religion Cristiana (3 voll.), traduzione di Giovan Battista Orcesi, Napoli, Marotta e Vanspandoch, 1833. Saverio Cirillo, Napoli, 1836
- I Martiri, traduzione di Ferdinando Santini, Napoli, Stamperia del Vaglio, 1870.
- I Martiri, traduzione di G. L. Giordano, Alba, Scuola Tipografica Editrice.
- I Martiri, traduzione di Nanda Colombo, BUR n.455-458, Milano, Rizzoli, 1952.